# 로런스 마코아르
로런스 마코아르(Lawrence Makoare, 1968년 3월 20일 ~ )는 뉴질랜드의 배우이다.

## 출연 작품
- 반지의 제왕3